# Grindløse Sogn

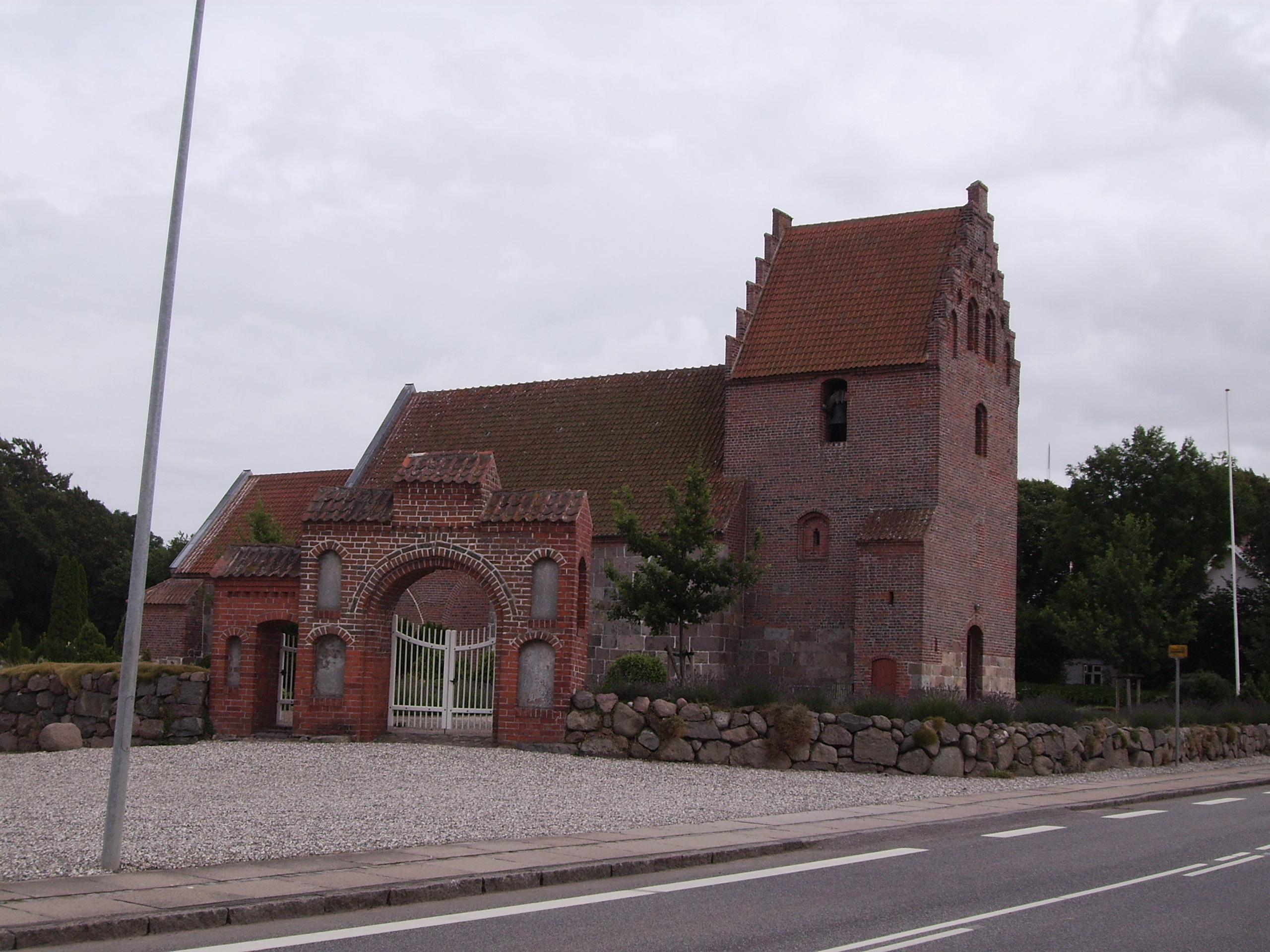
Grindløse Kirke

Grindløse Sogn ist eine Kirchspielsgemeinde (dän.: Sogn)
auf der Insel Fyn (dt.: Fünen)
im südlichen Dänemark. Bis 1970 gehörte sie zur Harde Skam Herred im damaligen Odense Amt, danach zur Bogense Kommune im Fyns Amt, die im Zuge der Kommunalreform zum 1. Januar 2007 in der Nordfyns Kommune in der Region Syddanmark aufgegangen ist.
Im Kirchspiel leben 294 Einwohner (Stand: 1. Januar 2023). Im Kirchspiel liegt die Kirche „Grindløse Kirke“.
Nachbargemeinden sind im Norden Klinte Sogn, im Osten Nørre Næraa Sogn, im Südosten Nørre Højrup Sogn, im Süden Skamby Sogn, im Südwesten Melby Sogn und im Westen Nørre Sandager Sogn.